# Wereldbeker skeleton 2018/2019
De wereldbeker skeleton 2018/2019 (officieel: BMW IBSF World Cup Bob & Skeleton 2018/2019) liep van 8 december 2018 tot en met 24 februari 2019. De competitie werd georganiseerd door de Internationale Bobslee- en Skeletonfederatie (IBSF/FIBT), gelijktijdig met de wereldbeker bobsleeën.
De competitie omvatte dit seizoen acht wedstrijden in de twee traditionele onderdelen in het skeleton, mannen en vrouwen individueel. De vierde wereldbekerwedstrijd in Innsbrück (Igls) gold voor de Europese deelnemers tevens als het Europees kampioenschap. Oorspronkelijk stond deze gepland tijdens de wereldbeker in Königssee, maar deze wedstrijd werd door hevige sneeuwval afgelast. Deze wereldbekerwedstrijd werd in Calgary ingehaald.

## Wereldbeker punten
De eerste 30 in het dagklassement krijgen punten voor het wereldbekerklassement toegekend. De top 20 na de eerste run gaan verder naar de tweede run, de overige deelnemers krijgen hun punten toegekend op basis van hun klassering na de eerste run. De onderstaande tabel geeft de punten per plaats weer.
| Klassering = punten                          | Klassering = punten                           | Klassering = punten                               | Klassering = punten                          | Klassering = punten                          | Klassering = punten                          |
| -------------------------------------------- | --------------------------------------------- | ------------------------------------------------- | -------------------------------------------- | -------------------------------------------- | -------------------------------------------- |
| 1e = 225 2e = 210 3e = 200 4e = 192 5e = 184 | 6e = 176 7e = 168 8e = 160 9e = 152 10e = 144 | 11e = 136 12e = 128 13e = 120 14e = 112 15e = 104 | 16e = 96 17e = 88 18e = 80 19e = 74 20e = 68 | 21e = 62 22e = 56 23e = 50 24e = 45 25e = 40 | 26e = 36 27e = 32 28e = 28 29e = 24 30e = 20 |

## Mannen

### Uitslagen
| Datum      | Plaats       | Eerste                                                           | Tweede                                                           | Derde                                                            |
| ---------- | ------------ | ---------------------------------------------------------------- | ---------------------------------------------------------------- | ---------------------------------------------------------------- |
| 08/12/2018 | Sigulda      | Nikita Tregoebov                                                 | Martins Dukurs                                                   | Yun Sung-bin                                                     |
| 14/12/2018 | Winterberg   | Aleksandr Tretjakov                                              | Axel Jungk                                                       | Yun Sung-bin                                                     |
| 04/01/2019 | Altenberg    | Aleksandr Tretjakov                                              | Yun Sung-bin                                                     | Nikita Tregoebov                                                 |
| 11/01/2019 | Königssee    | Afgelast vanwege hevige sneeuwval, ingehaald op 22-02 in Calgary | Afgelast vanwege hevige sneeuwval, ingehaald op 22-02 in Calgary | Afgelast vanwege hevige sneeuwval, ingehaald op 22-02 in Calgary |
| 18/01/2019 | Innsbruck    | Martins Dukurs                                                   | Yun Sung-bin                                                     | Axel Jungk                                                       |
| 25/01/2019 | Sankt Moritz | Yun Sung-bin                                                     | Aleksandr Tretjakov                                              | Nikita Tregoebov                                                 |
| 16/02/2019 | Lake Placid  | Aleksandr Tretjakov                                              | Martins Dukurs                                                   | Yun Sung-bin                                                     |
| 22/02/2019 | Calgary      | Aleksandr Tretjakov                                              | Yun Sung-bin                                                     | Martins Dukurs                                                   |
| 24/02/2019 | Calgary      | Yun Sung-bin                                                     | Aleksandr Tretjakov                                              | Tomass Dukurs                                                    |

WB#4 (Innsbrück) vormde tevens het Europees kampioenschap. Nadat de Zuid-Koreaan (2e, samen met nog vijf mannen uit Canada en de Verenigde Staten de niet-Europeanen) uit de daguitslag werd geschrapt, resulteerde de top-3 in 1) Martins Dukurs, 2) Axel Jungk en 3) Aleksandr Tretjakov.

### Eindstand
| #  | Atleet                 | Land | Punten |
| -- | ---------------------- | ---- | ------ |
| 1  | Aleksandr Tretjakov    | RUS  | 1.704  |
| 2  | Yun Sung-bin           | KOR  | 1.680  |
| 3  | Martins Dukurs         | LAT  | 1.533  |
| 4  | Nikita Tregoebov       | RUS  | 1.505  |
| 5  | Axel Jungk             | GER  | 1.458  |
| 6  | Marcus Wyatt           | GBR  | 1.288  |
| 7  | Tomass Dukurs          | LAT  | 1.272  |
| 8  | Dave Greszczyszyn      | CAN  | 956    |
| 9  | Vladyslav Heraskevytsj | UKR  | 944    |
| 10 | Florian Auer           | AUT  | 933    |
| 11 | Jerry Rice             | GBR  | 914    |
| 12 | Christopher Grotheer   | GER  | 824    |
| 13 | Greg West              | USA  | 800    |
| 14 | Kyle Brown             | USA  | 776    |

| #  | Atleet                    | Land | Punten |
| -- | ------------------------- | ---- | ------ |
| 15 | Austin Florian            | USA  | 762    |
| 16 | Kevin Boyer               | CAN  | 735    |
| 17 | Vladislav Martsjenkov     | RUS  | 690    |
| 18 | Felix Keisinger           | GER  | 616    |
| 19 | Geng Wenqiang             | CHN  | 592    |
| 20 | Ronald Auderset           | SUI  | 566    |
| 21 | Jack Thomas               | GBR  | 482    |
| 22 | Kilian Von Schleinitz     | GER  | 474    |
| 23 | Alexander Henning Hanssen | NOR  | 437    |
| 24 | Alexander Gassner         | GER  | 344    |
| 25 | Ivo Steinbergs            | LAT  | 300    |
| 26 | Ander Mirambell           | ESP  | 258    |
| 27 | Yan Wengang               | CHN  | 248    |
| 28 | Manuel Schwaerzer         | ITA  | 201    |

| #  | Atleet                  | Land | Punten |
| -- | ----------------------- | ---- | ------ |
| 29 | Joseph Luke Cecchini    | ITA  | 186    |
| 30 | Craig Thompson          | GBR  | 184    |
| 31 | Kim Jun-hyeon           | KOR  | 124    |
| 32 | Samuel Maier            | AUT  | 120    |
| 33 | Mihai Daniel Pacioianu  | ROU  | 117    |
| 34 | Nathan Crumpton         | USA  | 112    |
| 35 | Kyle Murray             | CAN  | 106    |
| 36 | Nicholas Timmings       | AUS  | 98     |
| 37 | Kim Ji-soo              | KOR  | 96     |
| 38 | Artjom Drozdov          | RUS  | 88     |
| 39 | Basil Sieber            | SUI  | 77     |
| 40 | Mihail Sebastian Enache | ROU  | 36     |

## Vrouwen

### Uitslagen
| Datum      | Plaats       | Eerste                                                           | Tweede                                                           | Derde                                                            |
| ---------- | ------------ | ---------------------------------------------------------------- | ---------------------------------------------------------------- | ---------------------------------------------------------------- |
| 09/12/2019 | Sigulda      | Jelena Nikitina                                                  | Elisabeth Maier                                                  | Tina Hermann                                                     |
| 14/12/2018 | Winterberg   | Jacqueline Lölling                                               | Tina Hermann                                                     | Janine Flock                                                     |
| 04/01/2019 | Altenberg    | Jelena Nikitina                                                  | Jacqueline Lölling                                               | Joelia Kanakina                                                  |
| 11/01/2019 | Königssee    | Afgelast vanwege hevige sneeuwval, ingehaald op 22-02 in Calgary | Afgelast vanwege hevige sneeuwval, ingehaald op 22-02 in Calgary | Afgelast vanwege hevige sneeuwval, ingehaald op 22-02 in Calgary |
| 18/01/2019 | Innsbruck    | Janine Flock                                                     | Jelena Nikitina                                                  | Jacqueline Lölling                                               |
| 25/01/2019 | Sankt Moritz | Mirela Rahneva                                                   | Jelena Nikitina                                                  | Jacqueline Lölling                                               |
| 15/02/2019 | Lake Placid  | Jacqueline Lölling Jelena Nikitina                               |                                                                  | Kendall Wesenberg                                                |
| 22/02/2019 | Calgary      | Mirela Rahneva                                                   | Tina Hermann                                                     | Elisabeth Maier                                                  |
| 23/02/2019 | Calgary      | Tina Hermann                                                     | Mirela Rahneva                                                   | Laura Deas                                                       |

Belgische en Nederlandse deelname
| Deelnemer     | #1 | #2  | #3  | #4  | #5  | #6  | #7  | #8  |
| ------------- | -- | --- | --- | --- | --- | --- | --- | --- |
| Kim Meylemans |    | 13e | 12e | 18e | 12e | 11e | 11e | 12e |
| Kimberley Bos | 9e | 9e  | 16e | 17e | 8e  | 14e | 13e | 18e |

WB#4 (Innsbrück) was tevens het Europees kampioenschap. Nadat de vijf vrouwen uit Canada en de Verenigde Staten uit de daguitslag werden geschrapt, bleef de top-3 dezelfde (Janine Flock, Jelena Nikitina en Jacqueline Lölling) en resteerde voor Bos de 12e plaats en voor Meylemans de 13e plaats.

### Eindstand
| #  | Atleet             | Land | Punten |
| -- | ------------------ | ---- | ------ |
| 1  | Jelena Nikitina    | RUS  | 1.663  |
| 2  | Tina Hermann       | GER  | 1.597  |
| 3  | Mirela Rahneva     | CAN  | 1.396  |
| 4  | Sophia Griebel     | GER  | 1.360  |
| 5  | Jacqueline Lölling | GER  | 1.244  |
| 6  | Kendall Wesenberg  | USA  | 1.200  |
| 7  | Joelia Kanakina    | RUS  | 1.152  |
| 8  | Elisabeth Maier    | CAN  | 1.146  |
| 9  | Jane Channell      | CAN  | 1.122  |
| 10 | Renata Choezina    | RUS  | 1.048  |

| #  | Atleet                | Land | Punten |
| -- | --------------------- | ---- | ------ |
| 11 | Madelaine Smith       | GBR  | 1.016  |
| 12 | Laura Deas            | GBR  | 1.008  |
| 13 | Kimberley Bos         | NED  | 984    |
| 14 | Kim Meylemans         | BEL  | 856    |
| 15 | Savannah Graybill     | USA  | 850    |
| 16 | Janine Flock          | AUT  | 777    |
| 17 | Marina Gilardoni      | SUI  | 688    |
| 18 | Kimberley Murray      | GBR  | 684    |
| 19 | Valentina Margaglio   | ITA  | 368    |
| 20 | Ashleigh Fay Pittaway | GBR  | 248    |

| #  | Atleet               | Land | Punten |
| -- | -------------------- | ---- | ------ |
| 21 | Jaclyn Narracott     | AUS  | 248    |
| 22 | Jeong Sophia         | KOR  | 184    |
| 23 | Madison Charney      | CAN  | 96     |
| 24 | Anastasia Troefanova | RUS  | 80     |
| 25 | Lelde Priedulēna     | LAT  | 74     |

1986/1987 · 
1987/1988 · 
1988/1989 · 
1989/1990 · 
1990/1991 · 
1991/1992 · 
1992/1993 · 
1993/1994 · 
1994/1995 · 
1995/1996 · 
1996/1997 · 
1997/1998 · 
1998/1999 · 
1999/2000 · 
2000/2001 · 
2001/2002 · 
2002/2003 · 
2003/2004 · 
2004/2005 · 
2005/2006 · 
2006/2007 · 
2007/2008 · 
2008/2009 ·
2009/2010 ·
2010/2011 ·
2011/2012 ·
2012/2013 ·
2013/2014 ·
2014/2015 ·
2015/2016 ·
2016/2017 ·
2017/2018 ·
2018/2019 ·
2019/2020 ·
2020/2021 ·
2021/2022 ·
2022/2023 ·
2023/2024 ·
2024/2025
Alpineskiën ·
Biatlon ·
Bobsleeën ·
Freestyleskiën ·
Langlaufen ·
Noordse combinatie ·
Rodelen ·
Schaatsen (junioren) ·
Schansspringen ·
Shorttrack ·
Skeleton ·
Snowboarden